# 戀愛班長
《戀愛班長》（日語：極上!!めちゃモテ委員長）是日本漫畫家西村智子所創作的少女漫畫，以及依此改編的電視動畫。

## 概要
《戀愛班長》開始在小學館《Ciao》雜誌2006年1月號開始連載，到2009年7月號為止是Ciao雜誌的看板作品。每個系列連載的同時，改變一部分標題，使用過六種不同的標題，而每一個系列分成六話，對於沒有連載經驗的作者來說是第一次長期連載。於2006年12月號、2008年3月號休載。當每一話完結時，《Ciao》增刊《Ciao Deluxe》刊載一篇番外篇。
動畫版播放的同時科樂美發行了同名的遊戲軟體與卡片遊戲。
在動畫化的同時，小學館學習雜誌中的《小學二年生》雜誌於2009年4月號開始連載，由池田多惠子負責作畫，內容沿襲原作，適合小學二年級的孩子內容的簡易化的版本。以及在《小學一年生》、《小學三年生》、《小學四年生》、刊載相關的情報。

### 系列標題
在Ciao雜誌連載時，曾經使用過下列標題，而漫畫單行本出版時則維持原標題。
- 極上!!超人氣委員長（極上!!めちゃモテ委員長）（Ciao2006年1月號-同年6月號）
- 更多極上!!超人氣委員長（もっと極上!!めちゃモテ委員長）（Ciao2006年7月號-同年11月號）
- 果然極上!!超人氣委員長（やっぱ極上!!めちゃモテ委員長）（Ciao2007年1月號-同年6月號）
- 可是極上!!超人氣委員長（だって極上!!めちゃモテ委員長）（Ciao2007年7月號-2008年2月號）
- 更加極上!!超人氣委員長（ぐっと極上!!めちゃモテ委員長）（Ciao2008年4月號-同年11月號）
- 更加更加極上!!超人氣委員長（ぐぐっと極上!!めちゃモテ委員長）（Ciao2008年12月號-2012年5月號）

## 故事簡介
本作描写了北神未海的高中生活。未海是個完美主義的班長，單戀同班同學東條潮，不過周遭的阻礙讓她無法順利告白。另一方面，她在忙于自己的事情的同時，也能给別人提供堪称完美的建議，并解決他们的煩惱。

## 登場人物

### 主要角色
北神 未海（配音員：（日）小川真奈 ；（港）何凱怡）
本作品的女主角，武藏野森山學園高等部2年6班的班長（連載開始時為1年6班的班長），班上同學都稱呼她為「班長」。生日是8月31日。有兩位哥哥。動畫初登場:第一集
中學時代是傳說中的不良少女，聽到未海的名字的話，都會因為畏懼而逃跑（知道她的過去的高中生也會逃跑，而聽到她的過去的琉衣謊稱「以前稍微活潑了點」）。中學畢業典禮的那一天與對方告白時，被對方以「喜歡班長類型的女孩子」而失戀，後來到不知道她的出身的高中，以「完美的班長」為目標而不斷努力，與別人對話時使用敬語的語尾「是（ですわ）」而成為她的口頭語。擅長提供別人提升美容、流行以及禮儀等魅力的知識，但是對方不聽自己的勸告時經常暴露出不良少女時的本性而開始生氣起來。不擅長阿諛之詞，經常捲入許多事情。
另一方面她不擅長料理，調味料未經確認後就放下去，吃下未海的便當的青和波人都開始身體不適,「外觀看起來很完美」，吃下去後說出難吃，甚至連不太費工的粥都不太會作。喜歡身為同班同學的潮，決定是「未來的男朋友」，並且潮也喜歡未海，不過二人打算互相告白時總是會有阻礙，雙方沒發現對方的感情。
潮並不知道她過去的事情，其實還她是不良少女時，有一次與潮相遇，不過雙方都沒注意到。
後面單行本第10本最後有與潮在一起。
偶然在雜誌看到的優勝獎品是「與喜歡的男性拍攝婚紗照」，打算拍與潮的婚禮照片接受BG（漂亮女孩）檢定。與未海完全同樣的目的的對手琉衣得到同分進入延長賽，攝影中琉衣和其他的朋友們進行阻礙，結果變成了集合照，與只有潮兩人的照片在幻想裡結束。
沒有任何演劇的經驗，在小學時的學藝表演扮演「石頭」的角色，不過她逼真的演技讓潮感動、波人感到害怕，而青評論說「只是單純做著？(=本來的身姿？)」。
留著飄逸的長髮。頭髮的顏色在漫畫裡是黑色，在動畫以及彩頁時栗子色。
從2009年5月2日開始，動畫版的最後由小川真奈真人演出的「受歡迎☆專輯」（モテ☆コレ）單元。
東條 潮（配音員：（日）大島崚；（港）張振熙）
問題少年三人組的其中一員，是田徑部的王牌，在動畫中為MM3的一員。平常不與任何人親近，其實他非常善良。有一個喜歡說話的母親。二年級時擔任副班長。動畫初登場:第一集
故事剛開始初期經常不在乎使用裝病而擅自缺席和擅自早退，擅自遲到。有一段時間討厭跑步，因為未海的關係而重新找回跑步的感覺。經常放鬆繫結制服上的領帶，取下襯衫上面的鈕扣而敞開著胸口。
頭髮的顏色在漫畫裡是黑色，在動畫以及彩頁時栗子色（與未海相同）。他的耳朵藏在頭髮裡從外邊看不見，在「Ciao」的連載開始之前「Ciao Deluxe」刊載時的單篇漫畫耳朵有畫出來。
西崎 青（配音員：（日）安倍龍太郎 ；（港）嚴鎮華）
問題少年三人組的其中一員，是萬年第一的秀才，口才非常好但是對人不親切。在年幼的時候開始被他三個姐姐捉弄，而討厭女人。把未海的洗髮精的香味說成是「臭女人」。動畫初登場:第一集
對未海打算告白時被潮阻止，那時說著「班長真是有趣」而對未海寄予感情的模樣。在番外篇，他對認真喜歡他的菜花稍微動了心。
南雲 波人（配音員：（日）渡邊友裕 ；（港）王夢華）
問題少年三人組的其中一員，稱呼未海為「班長」（委員ちょ），稱呼潮為「小潮」（うーちゃん），而潮稱呼他為「波」（ナミ），在動畫中為MM3的一員。他身材短小，體格如同女孩子，受到班上女孩子的歡迎，是班上的吉祥物。動畫初登場:第一集
制服的領帶繫著女生制服的蝴蝶結。穿著女裝時變得非常可愛，說著打扮看起來真快樂，如果能夠脫胎換骨的話希望能成為女孩子。
番外篇波人對杏樹寄予感情而接吻。與杏樹同樣非常喜歡巧克力等點心。

### 未海幫助的人
春井 香穗（配音員：米澤圓 （港）駱慧怡）
未海的同班同學。遇見未海之前，為了面皰而苦惱。喜歡上認識的網友。在未海的協助之下，面皰逐漸的消失，遇到網友之後被稱讚「可愛」。
朝倉 理子（配音員：神田朱未）
未海的學妹，網球社的社員。喜歡上同社的高橋學長，但是規定禁止打扮，遇到未海之後請求如何抓住學長的目光。未海教她如何做指甲彩繪，與他相處時氣氛很好。
間中 真紀子（配音員：笹本優子）
未海學校裡的學生會長，理子在中學時代的學姊。因暗戀對象曾說出(間中不適合打扮)而開始討厭打扮在遇見未海之後，在未海的幫助下，與暗戀對象交往並找回打扮的自信。
坂下 莉香（配音員：大津田裕美 （港）王綺婷）
與未海相遇時是皮膚曬黑頭髮染成金色的不良少女。喜歡上圖書委員的男孩子，雖然她對書本沒興趣，每天都會跑去圖書室。有一個於潮流服裝店工作的姐姐(坂下 真希)。
雪下 亞莉沙（配音員：柚木涼香（港）鄭家蕙）
潮的初戀對象，後以學姊出國而收場，在女孩子當中身高相當高。在未海的建議之下後來錄取田徑社的經理。
佐野 杏樹（配音員：矢作紗友里）
「Ciao Deluxe」刊載的「戀愛減重計畫」中登場，喜歡波人。身高比起波人稍微矮了一點，當她自己知道自己的體重時嚇了一跳，在嘗試什麼都不吃的過度減肥時，導致營養失調而暈倒。
南 麻亞沙（配音員：相澤舞）
可愛的小學生模特兒，11歲。家裡是模特兒事務所，但是總是生意慘淡。態度相當自以為是，為了貧窮的事務所而盡全力努力著。聘請未海作設計師，多虧了未海成為憧憬的雜誌的模特兒。
鈴木 知廣（配音員：野島健兒）
未海的老師，個性樸實一本正經，38歲。但是在萬人迷老師對決中，改造成爽朗的造型。單戀著早乙女薰。
前原 由羽（配音員：三瓶由布子 （港）姜嘉蕾）
「Ciao Deluxe」刊載的番外篇「薰衣草的魔力」中登場。
中澤 美夏
「Ciao Deluxe」刊載的番外篇「微笑處方籤」中登場，15歲。由於她有照相機恐懼症，看到照相機常暈倒，變成不受矚目的模特兒。在未海的協助之下再也不恐懼照相機。
横峰 花梨
「Ciao Deluxe」刊載的番外篇「人氣歌唱課程」中登場，動畫的聲優，實際上是五音不全的的音癡。在未海教導之下糾正歌唱的方法，與前輩聲優的一路練習之下變得會唱歌。
竹井 沙和
未海跟琉衣在BG檢定測驗延長賽時遇到的年輕女性。拉麵店「竹之家」的女兒。
穿著下週要舉行的婚禮時婚禮禮服，但是被未婚夫修二說愚蠢。
笹川 修二
沙和的未婚夫。
四方堂 海里
武藏野森山學園戲劇社的社長。初次登場時為了表演而穿著女裝，實際上是男的。
擔任社長職務，但是戲劇社人數不足有廢社的危機時，在偶然的情況之下在舞台上看到未海飾演「灰姑娘」裡的壞姐姐，而對她的演技著迷，而指名未海為「美容顧問」。突然出現的未海使得與一部分的女子成員，發生各式各樣的衝突與矛盾。由於未海和潮的合作之下讓戲劇社比賽獲得第一名，而避免除廢社的命運。
天川 ちより
戲劇社團員。

### 未海的勁敵
姬乃 華戀（配音員：（日）榎本温子﹕（港）陈颕琪）
武藏野森山學園的理事長的千金，「Princess Roses Club」（簡稱：公主薔薇）的部長。

星野 姬香（配音員：（日）白鳥由里﹕ （港）杨婉潼）
未海的同班同學。
城崎 琉衣（配音員：白石涼子）
2年1班的班長，自稱「性感班長」。有左眼下有一顆愛哭痣，語調為關西腔。
桃里 麻鈴（配音員：田村由香里）
不受歡迎的偶像。抓住未海與琉衣的弱點打算陷害她們，不過全部失敗收場。結果，不是未海的對手。
氷室 衣舞（配音員：菅谷梨沙子（Berryz工房））
初次登場於51話。
RR學院的潮流團長。人稱衣舞大人，RR學院眾人的偶像。對時尚潮流十分在行。
在52話時，對時尚潮流的認識，使未海首次認輸，後又於未海進行多次比拼，漸漸被未海為他人的幸福而快樂的精神所折服。
有美村魔子和金田利子兩個跟班，曾經幫助指點過二人
美村 魔子（配音員：福圓美里）
氷室衣舞的跟班，非常仰慕氷室衣舞，稱她為稱衣舞大人。
金田 利子（配音員：互野ちひろ）

### 動物
小迷迷（配音員：千葉千惠巳）
未海的寵物，雌性的倉鼠，背上有一圈花的模樣。被未海飼養之前擺在寵物店賣不出去，當時的毛髮非常蓬亂，經過整理之後現在比較可愛。
羅密歐
雄性的倉鼠,小迷迷的戀愛對象.
茱麗葉

小寶石（配音員：高田奈央美）
華戀的寵物。喜歡打扮的雌性的松鼠。
達米安（配音員：吉田小百合）
星野姬香的寵物,黑色的貓.

### 北神家
北神 空馬（配音員：清水一貴）
未海的哥哥，溺愛著未海。當未海是不良少女時，希望她能像女孩子一點。只要是為了未海不管什麼事情都做得出來，但是未海本身覺得很困擾。
北神 陸馬（配音員：栗山拓也）
未海的哥哥，與空馬的性格正好相反，與空馬合得來，總是與空馬一起行動。與空馬相同的是，為了未海不管什麼事情都做得出來。

### 其他角色
網友（姓名不詳）／芽留 友哉（配音員：栗山拓也）

高橋學長（配音員：矢口雄）

上川 準（配音員：岸尾大輔）

皇月 瀨音（配音員：鈴木恭輔）
「公主薔薇」的成員，華戀的部下，也同是她的青梅竹馬。
劍崎 麗（配音員：竹内順子（日）、黎皓宜（港））
「公主薔薇」的成員，同樣是華戀的部下，雖然是女孩子但是有著男性的魅力，受到女孩子歡迎，但是男孩子往往敬而遠之。
遠野 優作（配音員：鷹嘴翼）
莉香單戀的對象，個性認真的圖書委員。
英 明音（配音員：西川葉月）
受歡迎的少女模特兒。
天城 高見（配音員：三木真一郎）

七井 明憲（配音員：笹田貴之（日）、黃榮璋（港））

禮太

早乙女 薰（配音員：宮本茉奈）
有著漂亮的臉蛋的保健室老師，27歲。鈴木知廣的單戀的對象。
佐藤老師（配音員：西村朋紘）
琉衣的班導師。
中田 廣樹
「Ciao Deluxe」刊載的番外篇「我是唯一！啾！」中登場。
利樹
「Ciao Deluxe」刊載的番外篇登場。
大塚 一路
「Ciao Deluxe」刊載的番外篇登場。
戶田 菜花（配音員：山本麻里安（日）、石梓晴（港））
「Ciao Deluxe」刊載的番外篇「憂鬱王子」中登場。
淺井 秋子
BG檢定的主辦者。
東雲 みーな

花園 京子
像是畫上的古代風格的不良少女，通稱「黑薔薇的阿京」。

## 書籍資訊

### 單行本
漫畫版單行本由小學館出版發行，台灣地區由東立出版社所代理發行。
| 冊數 | 日文版             | 發售日期       | 台灣版             | 發售日期       |
| ---- | ------------------ | -------------- | ------------------ | -------------- |
| 1    | ISBN 9784091305107 | 2006年6月30日  | ISBN 9789861194158 | 2007年3月9日   |
| 2    | ISBN 9784091306609 | 2006年10月31日 | ISBN 9789861194165 | 2007年3月9日   |
| 3    | ISBN 9784091308061 | 2006年12月27日 | ISBN 9789861194714 | 2007年4月23日  |
| 4    | ISBN 9784091310996 | 2007年5月31日  | ISBN 9789861001272 | 2007年9月18日  |
| 5    | ISBN 9784091312334 | 2007年8月31日  | ISBN 9789861005980 | 2008年1月17日  |
| 6    | ISBN 9784091315076 | 2008年2月29日  | ISBN 9789861014661 | 2008年8月4日   |
| 7    | ISBN 9784091317957 | 2008年9月1日   | ISBN 9789861025988 | 2009年4月6日   |
| 8    | ISBN 9784091322708 | 2008年12月26日 | ISBN 9789861030227 | 2009年5月25日  |
| 9    | ISBN 9784091323439 | 2009年4月28日  | ISBN 9789861036229 | 2009年10月12日 |
| 10   | ISBN 9784091326461 | 2009年8月28日  | ISBN 9789861043579 | 2010年2月6日   |
| 11   | ISBN 9784091332493 | 2010年4月1日   | ISBN 9789861056500 | 2010年10月12日 |
| 12   | ISBN 9784091333759 | 2010年7月30日  | ISBN 9789861061351 | 2011年4月13日  |
| 13   | ISBN 9784091334404 | 2010年11月1日  | ISBN 9789861068855 | 2011年10月26日 |
| 14   | ISBN 9784091337696 | 2011年4月1日   | ISBN 9789861076904 | 2012年4月25日  |
| 15   | ISBN 9784091338877 | 2011年9月1日   | ISBN 9789861086590 | 2013年2月5日   |
| 16   | ISBN 9784091342393 | 2012年3月1日   | ISBN 9789861097251 | 2013年4月19日  |
| 17   | ISBN 9784091345646 | 2012年6月29日  |                    | 2014年2月5日   |

### 相關書籍
- Ciao Happy Collection 戀愛班長 ～第一次了解基本的烹飪食譜～（ちゃおハッピーコレクション 極上!!めちゃモテ委員長~お料理の基本が分かる極上の初めてレシピ~） 2009年6月29日發行 ISBN 9784092803015
- Ciao Comics Special  戀愛班長 ～成為未海的10種方法～（ちゃおコミックススペシャル 極上!!めちゃモテ委員長~未海ちゃんになるための10の方法~） 2009年4月28日發行 ISBN 9784091325105
- 完全收集貼紙簿 戀愛班長貼紙簿（まるごとシールブック　極上!!めちゃモテシールブック） 2009年5月28日發行 ISBN 9784097348238

## 遊戲

### 家用主機平台
科樂美於2008年12月4日發行任天堂DS用的遊戲軟體，同時發行交換卡片遊戲。
- （2008年12月4日、卡片游戏版同時发行）
- （2009年7月30日）
- （2009年12月10日）
- （2010年11月25日）

### 街機平台
ATLUS將於2009年7月15日開始設置《戀愛班長 Qurumote Girl Conterst!》（極上!!めちゃモテ委員長 クルモテ ガールズコンテスト!），屬於街機交換卡片遊戲。

## 電視動畫
2009年4月4日至2011年4月10日在日本東京電視台開始播放，播放的日期和時間根據各地區而不相同。實際上繼承了2009年3月Ciao動畫《花漾明星KIRARIN》的位置。
作畫跟《花漾明星KIRARIN STAGE3》相同，3D與2D的電腦繪圖混和在一起。3D和2D在相同的畫面上出現。同作品的主要角色採用3D，而群眾角色統一採用2D，而戀愛班長的主要角色偶爾使用2D。
在2010年4月3日第52話以《戀愛班長 第二輯》（極上!!めちゃモテ委員長 セカンドコレクション）的名義播放第二季，而在月底時將當月化妝的情報以『MMTV』的名義全集播放

### 製作人員
- 原作：西村智子
- 企劃：澤邊伸政、中澤利洋、都築博
- 監督：小坂春女
- 系列構成：高橋奈津子
- 人物設計：萩原祥子
- 佈景設計：甲藤円
- 音響監督：柴本浩行
- 美術監督：萩原正巳
- 音樂：中川幸太郎、五十嵐“IGAO”淳一
- 色彩設計：辻田邦夫
- 動畫製作人：西山宗弘、阿部勇
- 製作人：吉野文、鈴木隆浩、佐藤麻夕美
- 2D動畫製作：Synergy SP
- 3D動畫製作：小學館 Music&Digital Entertainment
- 製作：東京電視台、東京電視台MediaNet、小學館集英社Productions

### 主題曲

#### 片頭曲
（第1話－第27話）
歌：MM學園合唱部 / 作詞、作曲：二十九先生（輕音樂部顧問） / 編曲：平田祥一郎
（第28話－第43話）
歌：北神未海（配音員：小川真奈） with MM學園合唱部 / 作詞、作曲：二十九先生（輕音樂部顧問） / 編曲：鈴木俊介
（第44話－第51話）
歌：北神未海（配音員：小川真奈） with MM學園合唱部 / 作詞、作曲：二十九先生（輕音樂部顧問） / 編曲：平田祥一郎
（第52話－第78話）
歌：北神未海（配音員：小川真奈） with MM學園合唱部 / 作詞、作曲：二十九先生（輕音樂部顧問） / 編曲：平田祥一郎
（第79話－第102話）
歌：北神未海（配音員：小川真奈） with MM學園合唱部 / 作詞、作曲：二十九先生（輕音樂部顧問） / 編曲：平田祥一郎

#### 片尾曲
（第1話－第13話）
歌：MM学園合唱部 / 作詞、作曲：二十九先生（輕音樂部顧問） / 編曲：湯淺公一
（第14話－第27話）
歌：MM学園合唱部 / 作詞、作曲：二十九先生（輕音樂部顧問） / 編曲：大久保薫
（第28話－第39話）
歌：MM3（東條潮（大島崚）、西崎青（安倍龍太郎）、南雲波人（渡辺友裕））  / 作詞、作曲：二十九先生（輕音樂部顧問） / 編曲：湯淺公一
（第40話－第43話）
歌：北神未海（配音員：小川真奈） with MM學園合唱部 / 作詞、作曲：二十九先生（輕音樂部顧問） / 編曲：平田祥一郎
（第44話－第51話、MMTV特別篇4或之前）
歌：北神未海（配音員：小川真奈） with MM學園合唱部 / 作詞、作曲：二十九先生（輕音樂部顧問） / 編曲：田中直
（第52話－第63話）
歌：MM3（東條潮（配音員：大島崚）、西崎青（配音員：安倍龍太郎）、南雲波人（配音員：渡邊友裕）/ 作詞、作曲：二十九先生（輕音樂部顧問） / 編曲：藤澤慶昌
（第65話－第78話）
歌：北神未海（配音員：小川真奈） with MM學園合唱部 / 作詞、作曲：二十九先生（輕音樂部顧問） / 編曲：平田祥一郎
（MMTV特別篇5或之後）
歌：北神未海（配音員：小川真奈） with MM學園合唱部 / 作詞、作曲：二十九先生（輕音樂部顧問） / 編曲：鈴木Daichi秀行
（第79話－第101話）
歌：氷室 衣舞（配音員：菅谷梨沙子/Berryz工房）/ 作詞、作曲：二十九先生（輕音樂部顧問） / 編曲：江上浩太郎
- 主題曲的MM學園合唱部的成員總共是33人。

### 各集標題一覽

#### 第1期
| 集數 | 日語標題 | 中文標題                             | 脚本              | 分鏡              | 演出                | 作画監督                                             | CG指導                  |
| ---- | -------- | ------------------------------------ | ----------------- | ----------------- | ------------------- | ---------------------------------------------------- | ----------------------- |
| 1    |          | 傳聞中的超人氣委員長                 | 高橋夏子          | 小坂春女          | 小坂春女            | 小林由香里 福井明博                                  |                         |
| 2    |          | 超人氣變身大作戰                     | 高橋夏子          | 剛田隼人 小坂春女 | 剛田隼人            | 小林由香里                                           |                         |
| 3    |          | 光滑閃亮肌膚造就超人氣               | 渡邊大輔          | 羽原久美子        | 羽原久美子          | 小林由香里                                           |                         |
| 4    |          | 戀愛的迷你裙大作戰                   | 福田裕子          | 吉田健次郎        | 吉田健次郎          | 福井明博 安斉佳恵                                    |                         |
| 5    |          | 正確的姿態打造超人氣女孩             | 高橋夏子          | 小坂春女 四谷光宏 | 三浦辰夫 金田貞徳   | 小林由香里                                           |                         |
| 6    |          | 告別眼淚任務                         | 高橋夏子          | 剛田隼人          | 剛田隼人            | 山澤實                                               |                         |
| 7    |          | 從樸素的女孩到樸素的人氣女孩         | ふでやすかずゆき  | 山崎隆            | 川西泰二            | 福井明博                                             |                         |
| 8    |          | 出乎意料的三角恋爱 前篇              | 武上純希          | 羽原久美子        | 三浦辰夫 金田貞徳   | 都竹隆治 重松しんいち                                |                         |
| 9    |          | 出乎意料的三角戀愛 後篇              | 武上純希          | 山崎隆            | 三浦辰夫 金田貞徳   | 福井明博                                             |                         |
| 10   |          | 閃亮人氣 美甲大作戰                  | 福田裕子          | 羽原久美子        | 剛田隼人            | 相坂ナオキ Lee Jae Won                               |                         |
| 11   |          | 桃紅色的lovepower大作戰              | 赤尾でこ          | 剛田隼人          | しのみやすゆき      | 福井明博 山澤實                                      |                         |
| 12   |          | 帥氣的人氣女孩變身                   | 坪田文            | 小坂春女          | 川西泰二            | 都竹隆治 田中正弥 Kim Jung Woo                       |                         |
| 13   |          | 語言是心靈的鏡子 道歉任務            | ふでやすかずゆき  | 羽原久美子        | 羽原久美子          | 杉本光司 山崎輝彦 菊永千里 宮崎修治                  |                         |
| 14   |          | 王子是憂鬱王子哦                     | 渡邊大輔          | 剛田隼人          | 三浦辰夫 金田貞徳   | 新號靖                                               |                         |
| 15   |          | 轉換 舊款衣服也能搭配出時尚哦        | 福田裕子          | 山崎隆            | 喜多幡徹            | 山本径子 山澤實 柳世炯                               |                         |
| 16   |          | 夏天到了哦! 這是臨海學校             | 武上純希          | 四分一節子        | 鈴木敏明            | Kim Yong Sik 石堂伸晴                                |                         |
| 17   |          | 夏日海邊大騷亂 戀愛中的女孩心神意亂  | 高橋夏子          | しのみやすゆき    | しのみやすゆき      | 重松しんいち 田中正弥 都竹隆治                       |                         |
| 18   |          | 人氣女孩勇往直前                     | 赤尾でこ          | 藤本義孝          | 松浦錠平            | 伊佐英明                                             |                         |
| 19   |          | 微笑!超人氣女生未海很上鏡            | 福田裕子          | さゆみれい        | 三浦辰夫 金田貞徳   | 小林由香里 山澤實 柳世炯                             |                         |
| 20   |          | 委員長 意外的設計師出道!?            | 武上純希          | 四分一節子        | 羽原久美子          | 宮崎修治 牛島希                                      |                         |
| 21   |          | 海選!?未海興奮不已的心情             | ふでやすかずゆき  | 山崎隆            | 筑紫大介            | 重松しんいち 都竹隆治                                |                         |
| 22   |          | 最終審查!目標是萬眾矚目的超級模特哦  | 坪田文            | 西村順二          | 石川敏浩            | 輿石暁 杉田葉子                                      |                         |
| 23   |          | 少年的回憶                           | 渡邊大輔 高橋夏子 | 須永司            | 三家本泰美          | 山澤實 小林由香里 柳世炯                             |                         |
| 24   |          | 掌握秋天的時尚減法哦                 | 赤尾でこ          | 羽原久美子        | 鈴木敏明            | Zang You Shick 山本道隆                              |                         |
| 25   |          | 素顏也時尚!要多多吃蔬菜              | 福田裕子          | 四分一節子        | 三浦辰夫 金田貞徳   | 山本翔 香田知樹                                      |                         |
| 26   |          | 文化祭!超人氣合唱部                  | 高橋夏子          | 須永司            | 小林孝志            | Lee Jae Won Kim Yong Sik 輿石暁(補佐) 杉田葉子(補佐) |                         |
| 27   |          | 北神未海、歌唱吧!傳遞愛情的加油歌    | 福田裕子          | 西村純二          | 三家本泰美 小坂春女 | 山澤實 柳世炯 古阪美妃                               |                         |
| 28   |          | 對手是性感委員長哦                   | 武上純希          | 大畑晃一          | しのみやすゆき      | 宮崎修治                                             | こうけつかずこ          |
| 29   |          | 用地球色使明天變得清爽               | 赤尾でこ          | 玉川真人          | 玉川真人            | 徳田一直 神山広樹                                    |                         |
| 30   |          | Oh羅密歐!小迷迷的戀愛                | ふでやすかずゆき  | 小坂春女          | 筑紫大介            | 長嶋立架 高田昌吾                                    |                         |
| 31   |          | 戀愛之戰 美麗女生審定                | 渡邊大輔          | 羽原久美子        | 羽原久美子          | 牧内ももこ                                           | 佐藤明登                |
| 32   |          | 形象改造對決!奇跡變身vs性感變身      | 坪田文            | 西村純二          | 三浦辰夫 金田貞徳   | 宮崎修治                                             | 原幸夫                  |
| 33   |          | 改頭換面的女孩子!Let's beautiful     | ふでやすかずゆき  | 四分一節子        | 奥野耕太            | 牧内ももこ                                           | 近藤榮司                |
| 34   |          | 延長戰!新娘的皇冠會花落誰家?         | 武上純希          | 須永司            | 鈴木敏明            | 宮崎修治                                             | こうけつかずこ          |
| 35   |          | 開設!委員長的人氣咨詢室              | 渡邊大輔 高橋夏子 | 西村純二          | 内山まな            | 牧内ももこ                                           | 長嶋立架 滝田勇介       |
| 36   |          | 我爱你!超人氣王子與合二為一          | 福田裕子          | 玉川真人          | 玉川真人            | 宮崎修治                                             | 高田昌吾                |
| 37   |          | 玫瑰公主俱樂部解散!?華戀的粉刺大騷亂 | 赤尾でこ          | しのみやすゆき    | しのみやすゆき      | 牧内ももこ                                           | 佐藤明登                |
| 38   |          | 獨一無二的光輝!聖誕節飾品            | 渡邊大輔 高橋夏子 | 西村純二          | 浅見松雄            | 宮崎修治                                             | 原幸夫                  |
| 39   |          | 兩人的Cherry!約定的小指環            | 坪田文            | 須永司            | 奥野耕太            | 牧内ももこ                                           | 近藤榮司                |
| 40   |          | 少女的腿 HOT LOVELY                  | 赤尾でこ          | 羽原久美子        | 羽原久美子          | 宮崎修治                                             | こうけつかずこ          |
| 41   |          | 女僕出道!款待方式賺人氣              | 武上純希          |                   | 鈴木敏明            | 牧内ももこ                                           |                         |
| 42   |          | 十人十色!黑色裝扮不這樣是不行的哦    | 福田裕子          | 四分一節子        | 内山まな            | 宮崎修治                                             | 高田昌吾                |
| 43   |          | 體操作戰!變成超人氣美腿女生          | ふでやすかずゆき  | 西村純二          | しのみやすゆき      | 牧内ももこ                                           | 佐藤明登 福田仁史       |
| 44   |          | 特價時尚大作戰                       | 福田裕子          | 玉川真人          | 玉川真人            | 宮崎修治                                             | 原幸夫                  |
| 45   |          | 閃耀的情人節!情人節禮物交給我了      | 武上純希          | 加戶譽夫          | 奥野耕太            | 牧内ももこ                                           | 近藤榮司                |
| 46   |          | 超人氣好身材要用心吃出來哦           | 赤尾でこ          | 西村純二          | 天野久児            | 宮崎修治                                             | こうけつかずこ 菅野高明 |
| 47   |          | 人氣女孩是足尖的灰姑娘哦             | ふでやすかずゆき  | 須永司            | しのみやすゆき      | 宮崎修治                                             | 長嶋立架 滝田勇介       |
| 48   |          | LOVE MAX!王子的愛與搖滾公主          | 坪田文            | 玉川真人          | 玉川真人            | 宮崎修治                                             | 高田昌吾                |
| 49   |          | 春天來了!要穿得暖暖地去約會哦        | 福田裕子          | 四分一節子        | 内山まな            | 牧内ももこ                                           |                         |
| 50   |          | 傳說中的不良少女!告別任性的女生時代  | 赤尾でこ          | 須永司            | 奥野耕太            | 宮崎修治                                             | 原幸夫                  |
| 51   |          | 委員長的誕生!淚水中誕生的奇蹟哦      | 武上純希          | 小坂春女          | 小坂春女            | 萩原しょう子                                         | 近藤榮司                |

#### 第2期
| 集數 | 總集數 | 日語標題    | 中文標題                                          | 劇本                | 分鏡              | 演出              | 作画監督     | CG指導                  |
| ---- | ------ | ----------- | ------------------------------------------------- | ------------------- | ----------------- | ----------------- | ------------ | ----------------------- |
| 1    | 52     |             | 時尚委員長!?勁敵登場了呦!?                        | 高橋ナツコ          | 荒川眞嗣          | しのみやすゆき    | -            | 長嶋立架 滝田勇介       |
| 2    | 53     |             | 胖女孩也能成為超人氣女孩呦                        | 武上純希            | 佐山聖子          | 天野久児          | -            | こうけつかずこ 菅野高明 |
| 3    | 54     |             | 與小魔女美人的美甲對決                            | 福田裕子            | 玉川真人          | 玉川真人          | -            | 高田昌吾                |
| 4    | 55     | MMTV vol.1  | MMTV 特別篇1                                      | 山形遼介            |                   | 東小野誠          | -            |                         |
| 5    | 56     |             | 超人氣記事本 百搭也有驚人的成熟風味哦             | 赤尾でこ            | 須永司            | 内山まな          | -            | 原幸夫 金田貞徳         |
| 6    | 57     |             | 人氣計劃 情牽二人的蝴蝶結裝飾                     | 坪田文              | 鈴木薫            | 鈴木薫            | -            | 福田仁史 真鍋俊         |
| 7    | 58     |             | 穿上迷你裙 在人氣女孩道路上前進                   | 渡邊大輔 高橋ナツコ | 須永司            | 奥野耕太          | -            | 長嶋立架 吉田健         |
| 8    | 59     |             | 貪睡女孩能受歡迎嗎?睡眠之森的人氣女孩的對決哦     | 武上純希            | しのみやすゆき    | しのみやすゆき    | 萩原しょう子 | こうけつかずこ 菅野高明 |
| 9    | 60     | MMTV vol.2  | MMTV 特別篇2                                      | 山形遼介            |                   |                   | 東小野誠     |                         |
| 10   | 61     |             | 人氣雨 雨天是約會佳期哦                           | 福田裕子            | 玉川真人          | 玉川真人          | 萩原しょう子 | 高田昌吾                |
| 11   | 62     |             | 使用人氣睫毛液 變成大眼睛                         | 坪田文              | 須永司            | 天野久児          | 萩原しょう子 | 原幸夫                  |
| 12   | 63     |             | 人氣文具也能結交朋友哦                            | 赤尾でこ            | 羽原久美子        | 羽原久美子        | 萩原しょう子 | 福田仁史                |
| 13   | 64     | MMTV vol.3  | MMTV 特別篇3                                      | 山形遼介            |                   |                   | 東小野誠     |                         |
| 14   | 65     |             | 夏日男孩登場                                      | 高橋ナツコ          | 荒川眞嗣          | 内山まな          | 萩原しょう子 | 長嶋立架 吉田健         |
| 15   | 66     |             | 魅力是回憶的書籤哦                                | 福田裕子            | 玉川真人          | 玉川真人          | 萩原しょう子 | こうけつかずこ 菅野高明 |
| 16   | 67     |             | 人氣夏季一定是水手服                              | 武上純希            | しのみやすゆき    | しのみやすゆき    | 萩原しょう子 | 高田昌吾                |
| 17   | 68     |             | 靠人氣泳衣來成為海邊女主角吧                      | 赤尾でこ            | 奥野耕太 荒川眞嗣 | 奥野耕太 荒川眞嗣 | 萩原しょう子 | 原幸夫                  |
| 18   | 69     | MMTV vol.4  | MMTV 特別篇4                                      | 山形遼介            |                   |                   | 東小野誠     |                         |
| 19   | 70     |             | 百萬包包 戀愛中決一勝負                           | 杉浦真夕            | 羽原久美子        | 羽原久美子        | 萩原しょう子 | 福田仁史                |
| 20   | 71     |             | 一起過夜吧 被召集的女孩子們哦                     | 坪田文              | 玉川真人          | 玉川真人          | 萩原しょう子 | 長嶋立架 吉田健         |
| 21   | 72     |             | 用砂冰使夏季戀愛變得順利                          | 武上純希            | 荒川眞嗣          | 内山まな          | 萩原しょう子 | こうけつかずこ 菅野高明 |
| 22   | 73     | MMTV vol.5  | MMTV 特別篇5                                      | 山形遼介            |                   |                   | 東小野誠     |                         |
| 23   | 74     |             | 隨著人氣小熊擴展 友情之戀 的說                    | 高橋ナツコ          | しのみやすゆき    | しのみやすゆき    | 萩原しょう子 | 高田昌吾                |
| 24   | 75     |             | 親子快樂 製作人氣裝飾                             | 赤尾でこ            | 大畑晃一          | 奥野耕太          | 萩原しょう子 |                         |
| 25   | 76     |             | 性感委員長再次登場                                | 福田裕子            | 玉川真人          | 玉川真人          | 萩原しょう子 | 福田仁史                |
| 26   | 77     | MMTV vol.6  | MMTV 特別篇6                                      | 山形遼介            |                   |                   | 東小野誠     |                         |
| 27   | 78     |             | 我的夢想 超人氣女孩大集合                         | 福田裕子            | 荒川眞嗣          | 天野久児          | 萩原しょう子 | 長嶋立架 吉田健         |
| 28   | 79     |             | 彩色裝扮是戀愛的方程式                            | 杉浦真夕            |                   | しのみやすゆき    | 萩原しょう子 | こうけつかずこ 菅野高明 |
| 29   | 80     |             | 可愛 性感 豹紋大比拼                              | 坪田文              |                   | 羽原久美子        |              | 高田昌吾                |
| 30   | 81     |             | 化妝包 目標是世界人氣女生                         | 赤尾でこ            | 荒川眞嗣          | 内山まな          | 萩原しょう子 | 原幸夫                  |
| 31   | 82     | MMTV vol.7  | MMTV 特別篇7                                      | 山形遼介            |                   |                   | 東小野誠     |                         |
| 32   | 83     |             | 人氣便當 甜蜜的野餐                               | 武上純希            |                   | 玉川真人          |              | 福田仁史                |
| 33   | 84     |             | 好萊塢名人 香氣是戀愛的伙伴                       | 高橋ナツコ          | 佐山聖子          | 奥野耕太          |              | 長嶋立架 滝田勇介       |
| 34   | 85     |             | 香水是人氣女生的裝飾品                            | ふでやすかずゆき    | 佐山聖子          | 天野久児          | 萩原しょう子 | こうけつかずこ 菅野高明 |
| 35   | 86     | MMTV vol.8  | MMTV 特別篇8                                      | 山形遼介            |                   |                   | 東小野誠     |                         |
| 36   | 87     |             | 冬季時尚就是靴子哦                                | 土谷三奈            |                   | しのみやすゆき    |              | 高田昌吾                |
| 37   | 88     |             | 人氣女王不用在意雀斑                              | 福田裕子            |                   | 羽原久美子        |              | 原幸夫                  |
| 38   | 89     |             | 神奇聖誕 命運的聖誕老人                           | 赤尾でこ            | 荒川眞嗣          | 内山まな          | 萩原しょう子 | 福田仁史                |
| 39   | 90     | MMTV vol.9  | MMTV 特別篇9                                      | 山形遼介            |                   |                   | 東小野誠     |                         |
| 40   | 91     |             | 能干的人氣王就是能完成夢想的人氣儲蓄              | 杉浦真夕            |                   | 羽原久美子        |              | 長嶋立架 滝田勇介       |
| 41   | 92     |             | 美女與野獸 大小姐與令人恐懼的人氣不良學生老大之戀 | 坪田文              |                   | 玉川真人          |              | こうけつかずこ 菅野高明 |
| 42   | 93     |             | 冬天人氣裝扮 冰雪女王裝扮熱戀進行                 | 坪田文              |                   | しのみやすゆき    | 萩原しょう子 | 高田昌吾                |
| 43   | 94     | MMTV vol.10 | MMTV 特別篇10                                     | 山形遼介            |                   |                   | 東小野誠     |                         |
| 44   | 95     |             | 人氣女生更上一層樓之擅于傾聽                      | ふでやすかずゆき    | 荒川眞嗣          | 奥野耕太          |              | 原幸夫                  |
| 45   | 96     |             | 大家開心 友情巧克力的情人節                       | 武上純希            |                   | しのみやすゆき    |              | 福田仁史                |
| 46   | 97     |             | 人氣女生友情無價                                  | 福田裕子            |                   | 玉川真人          |              | 安田兼盛 長嶋立架       |
| 47   | 98     | MMTV vol.11 | MMTV 特別篇11                                     | 山形遼介            |                   |                   | 東小野誠     |                         |
| 48   | 99     |             | 初戀.蝴蝶結.白色情人節                            | 赤尾でこ            | 荒川眞嗣          | 天野久児          |              | こうけつかずこ 菅野高明 |
| 49   | 100    |             | 委員長畢業!?藝能界新星!?                          | 高橋ナツコ          | 荒川眞嗣          | 内山まな          | 萩原しょう子 | 高田昌吾 吉田健         |
| 50   | 101    |             | 人氣女生永遠不變                                  | 高橋ナツコ          | 荒川眞嗣          | 羽原久美子        | 萩原しょう子 | 安田兼盛 原幸夫         |
| 51   | 102    | MMTV vol.12 | MMTV 特別篇12                                     | 山形遼介            |                   |                   | 東小野誠     |                         |

### 播放電視台
| 播放地區                 | 播放電視台     | 播放日期                      | 播放時間             | 電視網                 |
| ------------------------ | -------------- | ----------------------------- | -------------------- | ---------------------- |
| 關東廣域圈               | 東京電視台     | 2009年4月4日 - 2011年4月10日  | 星期六 9:00 - 9:30   | 東京電視網             |
| 大阪府                   | 大阪電視台     | 2009年4月4日 - 2011年4月10日  | 星期六 9:00 - 9:30   | 東京電視網             |
| 愛知縣                   | 愛知電視台     | 2009年4月4日 - 2011年4月10日  | 星期六 9:00 - 9:30   | 東京電視網             |
| 北海道                   | 北海道電視台   | 2009年4月11日 - 2011年4月10日 | 星期六 7:00 - 7:30   | 東京電視網             |
| 岡山縣、香川縣           | 瀨戶內電視台   | 2009年4月11日 - 2011年4月10日 | 星期六 7:00 - 7:30   | 東京電視網             |
| 福岡縣                   | TVQ九州放送    | 2009年4月11日 - 2011年4月10日 | 星期六 7:00 - 7:30   | 東京電視網             |
| 沖繩縣                   | 琉球朝日放送   | 2009年4月11日 - 2011年4月16日 | 星期六 6:30 - 7:00   | 朝日電視網             |
| 大分縣                   | 大分電視台     | 2009年4月14日 - 2011年4月18日 | 星期二 16:25 - 16:55 | 富士電視台、日本電視網 |
| 島根縣、鳥取縣           | 山陰放送       | 2009年4月19日 - 2011年4月17日 | 星期日 6:15 - 6:45   | 日本新聞網             |
| 全日本                   | AT-X           | 2009年4月19日 - 2011年4月17日 | 星期日 7:30 - 8:00   | CS放送                 |
| 靜岡縣                   | 静岡放送       | 2009年4月19日 - 2011年5月15日 | 星期日 6:15 - 6:45   | 日本新聞網             |
| 青森縣                   | 青森朝日放送   | 2009年4月23日 - 2011年4月21日 | 星期四 16:30 - 17:00 | 朝日電視網             |
| 鹿兒島縣                 | 鹿兒島電視台   | 2009年4月27日 - 2011年5月23日 | 星期一 15:30 - 16:00 | 富士電視網             |
| 石川縣（包括福井縣福井） | 北陸放送       | 2009年5月6日 - 2011年5月17日  | 星期三 16:25 - 16:53 | TBS系列                |
| 岩手縣（包括青森縣八戶） | 岩手可愛電視台 | 2009年5月21日 - 2011年6月9日  | 星期四 16:54 - 17:24 | 富士電視網             |
| 長崎縣                   | 長崎國際電視台 | 2009年6月6日 - 2011年6月11日  | 星期六 10:00 - 10:30 | 日本電視網             |
| 高知縣                   | 高知電視台     | 2009年6月8日 - 2011年6月26日  | 星期一 16:24 - 16:54 | TBS系列                |
| 愛媛縣                   | 南海放送       | 2009年6月10日 - 2011年5月25日 | 星期三 15:53 - 16:21 | 日本電視網             |
| 宮城縣                   | 東日本放送     | 2009年6月15日 - 2011年6月20日 | 星期一 15:54 - 16:24 | 朝日電視網             |
| 新潟縣                   | 新潟綜合電視台 | 2009年6月22日 - 2011年7月11日 | 星期一 15:30 - 15:57 | 富士電視網             |
| 山形縣                   | 山形放送       | 2009年7月16日 - 2011年8月4日  | 星期四 16:00 - 16:30 | 日本電視網             |
| 全日本                   | Kids Station   | 2009年7月21日 - 2011年7月26日 | 星期二 7:30 - 8:00   | CS放送                 |
| 長野縣                   | 長野放送       | 2009年8月13日 - 2011年8月11日 | 星期四 15:30 - 16:00 | 富士電視網             |
| 廣島縣                   | 廣島HOME電視台 | 2009年8月15日 - 2011年9月17日 | 星期六 7:30 - 8:00   | 朝日電視網             |
| 福島縣                   | 福島中央電視台 | 2009年9月20日 - 2011年11月6日 | 星期日 6:00 - 6:30   | 日本電視網             |
| 和歌山縣                 | 和歌山電視台   | 2011年4月23日 - 2013年5月4日  | 星期六 9:30 - 10:00  | 獨立局                 |

## 播放電視台

### 日本
| 東京電視台 星期六9:00 - 9:30節目 | 東京電視台 星期六9:00 - 9:30節目          | 東京電視台 星期六9:00 - 9:30節目 |
| -------------------------------- | ----------------------------------------- | -------------------------------- |
|                                  | 戀愛班長 （2009年4月4日 - 2011年4月10日） |                                  |
| 藍龍 天界的七龍                  | 哈姆太郎でちゅ                            |                                  |

### 中華民國
| 壹電視綜合台 週一至六18:30節目 | 壹電視綜合台 週一至六18:30節目                  | 壹電視綜合台 週一至六18:30節目 |
| ------------------------------ | ----------------------------------------------- | ------------------------------ |
|                                | 極上!!委員長 （2011年10月17日 - 2012年3月29日） |                                |
| 四葉遊戲                       | 銀魂第二季                                      |                                |

| 曼迪日本台 週一至日18:00節目 | 曼迪日本台 週一至日18:00節目                   | 曼迪日本台 週一至日18:00節目 |
| ---------------------------- | ---------------------------------------------- | ---------------------------- |
|                              | 極上!!委員長 （2014年6月17日 - 2014年9月13日） |                              |
| 頻道開台                     | 守護甜心                                       |                              |

### 香港
| ViuTV 星期一至三 17:30－18:00 節目                                                                    | ViuTV 星期一至三 17:30－18:00 節目                    | ViuTV 星期一至三 17:30－18:00 節目 |
| --- | ----------------------------------------------------- | ---------------------------------- |
| | 戀愛班長 第1季 （2016年4月4日－7月27日）              |                                    |
| （頻道啟播）                                                                                          | LINE TOWN                                             |                                    |
| LINE TOWN                                                                                             | 戀愛班長 第2季 （2016年11月23日－2017年2月21日）      | 見習神仙精靈                       |
| ViuTV 星期六、日 10:00－10:30 節目 2017年7月1日因節目調動關係，原定當日播出的第16集停播，翌日未有補播 |                                                       |                                    |
| 小馬寶莉第1季                                                                                         | 戀愛班長 第1季，不包括第16集 （重播，2017年5月7日－） | —                                  |

## 外部連結
- （日語）戀愛班長動畫版官方網站
- （日語）戀愛班長遊戲綜合網站（科樂美的遊戲介紹） （页面存档备份，存于）
- （日語）戀愛班長 Qurumote Girl Conterst!（ATLUS的遊戲介紹）
- （日語）